# Tôn Đắc Công
Tôn Đắc Công (giản thể: 孙得功; phồn thể: 孫得功, ? – 1634), nguyên quán Quảng Ninh, Liêu Ninh , tướng lĩnh nhà Minh, đầu hàng nhà Hậu Kim được quy về Tương Bạch kỳ. Sau khi Thanh Thái Tông Hoàng Thái Cực đặt ra Hán quân Bát kỳ, con cháu của ông được quy về Hán quân Chính Bạch kỳ.

## Sự nghiệp

### Đầu hàng Hậu Kim
Ban đầu, Đắc Công làm Trung quân du kích cho Tuần phủ Quảng Ninh Vương Hoá Trinh nhà Minh, được Hóa Trinh xem là tâm phúc. Nỗ Nhĩ Cáp Xích vây Tây Bình Bảo , bọn Lưu Cừ đến cứu, lệnh cho ông đi theo. Bọn Cừ tử trận, Đắc Công ngầm xin hàng Hậu Kim, rồi quay về nói quân Kim đã đến gần thành, người trong thành sợ hãi tan rã . Theo Minh sử, Đắc Công đã chủ động lui quân, đẩy bọn Lưu Cừ vào chỗ chết .
Hóa Trinh bỏ Đắc Công ở lại Quảng Ninh, chạy vào Sơn Hải quan. Ông cùng bọn tướng lĩnh nhà Minh soái quan dân ra gò Vọng Xương ở phía đông thành, bày xe cộ, đặt cổ nhạc, cầm cờ giương lọng, đón Hoàng Thái Cực vào dinh thự Tuần phủ, mọi người phủ phục bên đường hô vạn tuế. Đó là ngày 24 tháng 1 năm Thiên Mệnh thứ 7 (1626) .
Nỗ Nhĩ Cáp Xích cho Đắc Công thụ chức Du kích, thuộc Tương Bạch kỳ, thống lĩnh những binh sĩ đầu hàng, dời đi trú ở Nghĩa Châu.

### Phục vụ Hậu Kim
Tháng 10 năm Thiên Thông thứ 6 (1632), ông dâng sớ xin dời việc đắp thành vào mùa đông sang mùa xuân, công việc sẽ hiệu quả hơn; lại nói số tiền may áo ấm phát cho binh sĩ không đủ, xin cứ ban vải cho họ .
Tháng 4 năm thứ 7 (1633), dâng sớ nói lệnh cấm "đạm ba cô" (tiếng Tây Ban Nha: tabaco, nghĩa là thuốc lá) khó lòng thi hành, vì bộ binh đều dùng súng đạn, nên dần dần khuyên răn họ từ bỏ; lại nói triều đình bắt dân nộp lương thực, cấm đưa thóc lúa vào chợ, khiến dân nghèo không còn cái ăn, xin bãi bỏ lệnh cấm .

### Phong thưởng
Năm thứ 8 (1634), xét công ở Quảng Ninh, được thụ Tam đẳng Mai lặc Chương kinh. Ít lâu sau thì mất. Triều đình lấy con trai Tôn Hữu Quang tập chức. Hoàng Thái Cực đặt ra Hán quân Bát kỳ, họ Tôn đổi thuộc Chính Bạch kỳ. Hữu Quang có công tham gia đánh hạ Tiền Đồn Vệ, Trung Hậu Sở cùng việc đánh dẹp Khương Tương vào thời Thuận Trị, nên được nhận ân chiếu, tiến tước Tam đẳng Tinh kỳ ni cáp phiên (tên Hán là Tử tước). Thời Càn Long, con cháu họ Tôn được định phong Nhất đẳng Nam .
Con thứ của Đắc Công là danh tướng Tôn Tư Khắc.